# Monda (gemeente)
Monda is een gemeente in de Spaanse provincie Málaga in de regio Andalusië met een oppervlakte van 58 km². In 2007 telde Monda 2258 inwoners. Monda ligt op 377 m boven de zeespiegel. Monda heeft als buurgemeenten Coin en Ojén en ligt ongeveer 17 km van Marbella.
Feria in Monda wordt gevierd rondom de 16de augustus, naamdag van de beschermheilige van het dorp: San Roque.